# 이와모토 데루오
이와모토 데루오(일본어: 岩本 輝雄, 1972년 5월 2일 ~ )는 일본의 전 축구 선수이다.

## 구단 경력
1991년 일본 사커 리그의 후지타 공업(벨마레 히라쓰카)에 입단했다. 1994년에 천황배 우승을 차지했다. 1997년까지 142경기에 출전하여, 25득점을 넣었다. 1998년부터 2000년까지 교토 퍼플 상가, 가와사키 프론탈레, 베르디 가와사키에서 뛰었다. 2001년 J2리그의 베갈타 센다이로 이적했다. 2001년 J2리그 준우승으로 J1리그로 승격했다. 2003년 J1리그의 나고야 그램퍼스 에이트로 이적했다.

## 국가대표팀 경력
그는 1994년 기린컵에 참가할 일본 국가대표팀에 발탁되었으며, 5월 22일 오스트레일리아와의 경기에서 데뷔했다. 1994년 아시안 게임에도 출전했다. 그는 국제 A매치 통산 9경기에 출전, 2득점을 넣었다.

## 통계
| 일본 | 일본 | 일본 |
| 연도 | 출전 | 득점 |
| ---- | ---- | ---- |
| 1994 | 9    | 2    |
| 통산 | 9    | 2    |